# Padawaras
Padawaras is een bestuurslaag in het regentschap Tasikmalaya van de provincie West-Java, Indonesië. Padawaras telt 2623 inwoners (volkstelling 2010).